# Instituto Llorente
L'Instituto de Microbiología de Madrid, més conegut pel seu nom posterior d'Instituto Llorente, va ser un laboratori fundat en 1894 a Espanya.

## Història

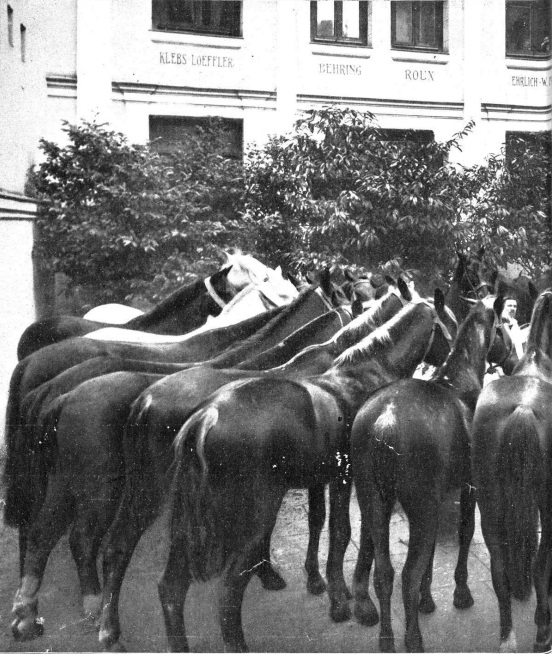
Cavalls propietat de l'institut usats per l'obtenció de sèrums, en particular d'antidiftèrics (fot. Campúa, 1919).

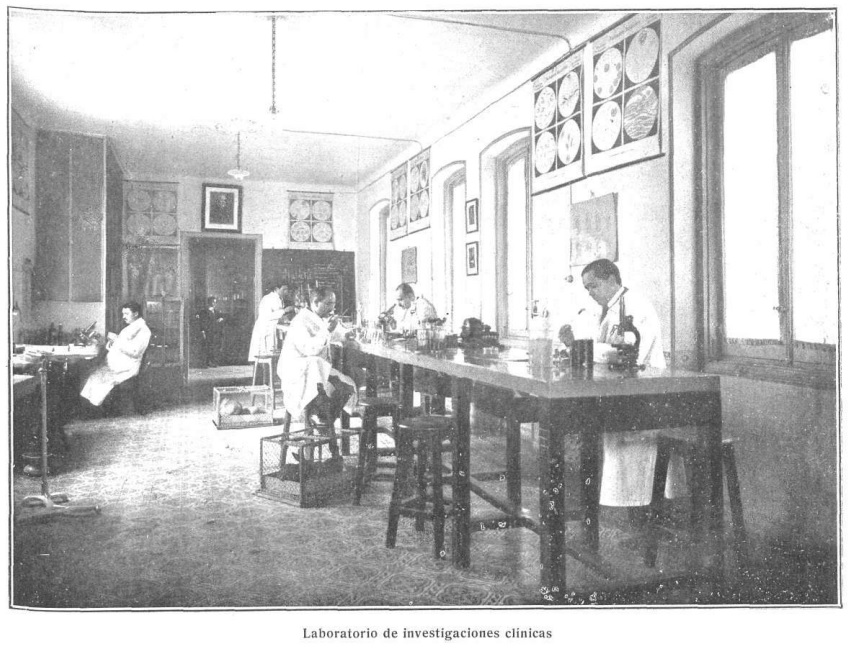
Laboratori d'investigacions clíniques, Instituto Llorente (fot. Campúa, 1919).

Fou fundat per Vicente Llorente y Matos en 1894. En 1916, després de la mort de Llorente, el seu primer director, va ser canviat de nom com a Institut Llorente.
La seva primera seu estava instal·lada en el número 6 del carrer de Rosales, actual passeig del Pintor Rosales. En 1997 va ser desnonat per ordre judicial de l'edifici al costat de la carretera de El Pardo (Madrid) que albergava les seves dependències des de 1930, que va passar a pertànyer a Patrimoni Nacional. Fallit en 1997, la pèrdua formal de la condició de laboratori es va produir en 2010. La parcel·la ocupa una superfície de 34.000 metres quadrats i es troba en el quilòmetre 24,900 de la M-30, molt prop de la desviació cap a la carretera del Pardo.